# Чудинка
Чу́динка (рос. Чудинка, ерз. Чудинка) — присілок у складі Атюр'євського району Мордовії, Росія. Входить до складу Атюр'євського сільського поселення.
Населення — 171 особа (2010; 206 у 2002).
Національний склад станом на 2002 рік:
- росіяни — 84 %